# Vangaži
Vangaži  es una ciudad en el centro de Letonia. en él Municipio de Inčukalns

## Historia
El nombre Vangaži ( alemán : Wangasch ) se mencionó por primera vez en el siglo XVII como el nombre de una mansión local . El nombre en sí es una combinación de dos palabras en el idioma de Livonia : vang (campo) y aži (lugar). Desde el siglo XVII también hubo una iglesia luterana en Vangaži. Cerca de la moderna ciudad de Vangaži había varias manufacturas que producían papel, vidrio y productos de cobre. 
La ciudad moderna comenzó en la década de 1950 cuando se fundó la fábrica de hormigón . En 1957 se fundó el pueblo Oktobra ciemats, que en 1961 pasó a llamarse Vangaži. En 1992, a Vangaži se le concedió el estatus de ciudad.

## Deportes
De 1968 a 1991, Vangaži tuvo un club de fútbol relativamente fuerte , conocido al principio como Celtnieks Vangaži , luego renombrado como Betons Vangaži . De 1989 a 1991, el club dirigido por Vladimirs Serbins jugó en la máxima liga de fútbol de Letonia . Con la quiebra de la fábrica de hormigón se disolvió el club de fútbol. El futbolista de la selección de fútbol de Letonia , Viktors Morozs, es el futbolista más notable de Vangaži. Aquí nació el futbolista Daniels Ontužāns
- Datos: Q849832
- Multimedia: Vangaži / Q849832